# Mysterium fidei

Wappen Papst Pauls VI.

Nach den Anfangsworten Mysterium fidei wird die dritte Enzyklika des Papstes Paul VI. bezeichnet. In ihr wurde während des Zweiten Vatikanischen Konzils der überlieferte eucharistische Glaube der katholischen Kirche erläutert und im Kontext der Moderne neu verdeutlicht (veröffentlicht am 3. September 1965). 
Der Begriff Mysterium fidei („Geheimnis des Glaubens“) ist den Wandlungsworten des römischen Messkanons entnommen. Der Untertitel der Schrift lautet Enzyklika des Papstes Paul VI. über die Heilige Eucharistie. Dieser Enzyklika gingen u. a. zwei bedeutende Enzykliken zum Themenbereich Liturgie und Eucharistie voraus:
- Mirae caritatis von Papst Leo XIII. am 28. Mai 1902

- Mediator Dei von Papst Pius XII. am 20. November 1947

Im Zuge der Liturgiereform entschied derselbe Papst 1969, diese Worte, unbekannter Herkunft und inmitten der Wandlungsworte nur schwer in Volkssprachen zu übersetzen, als Ruf an das Volk zu deuten. Dieses antwortet mit einer Akklamation. In der deutschen Fassung des Missale Romanum heißt es seither:
- P: „Geheimnis des Glaubens“
- A: „Deinen Tod o Herr verkünden wir. Deine Auferstehung preisen wir, bis Du kommst in Herrlichkeit.“

Die lateinische Fassung kennt mehrere Varianten der Akklamation.
Tatsächlich enthält diese Akklamation jeweils ein knapp gefasstes Bekenntnis zum Pascha-Mysterium als dem zentralen Mysterium des christlichen Glaubens. Da der Priester die Wandlungsworte in persona Christi gesprochen hat („Tut dies zu meinem (!) Gedächtnis“), antwortet die Gemeinde „christozentrisch“ („Deinen Tod...“). 